# Kőrös (Horvátország)
Kőrös (horvátul Križevci, németül Kreuz, latinul Crisium) város és község Horvátországban, Kapronca-Kőrös megyében. A megye második legnagyobb települése, a Kőrösi egyházmegye székhelye. Közigazgatásilag még 59 település tartozik hozzá: Ezeket a Kapronca-Kőrös megye közigazgatása sablonban lehet megtalálni.

## Fekvése

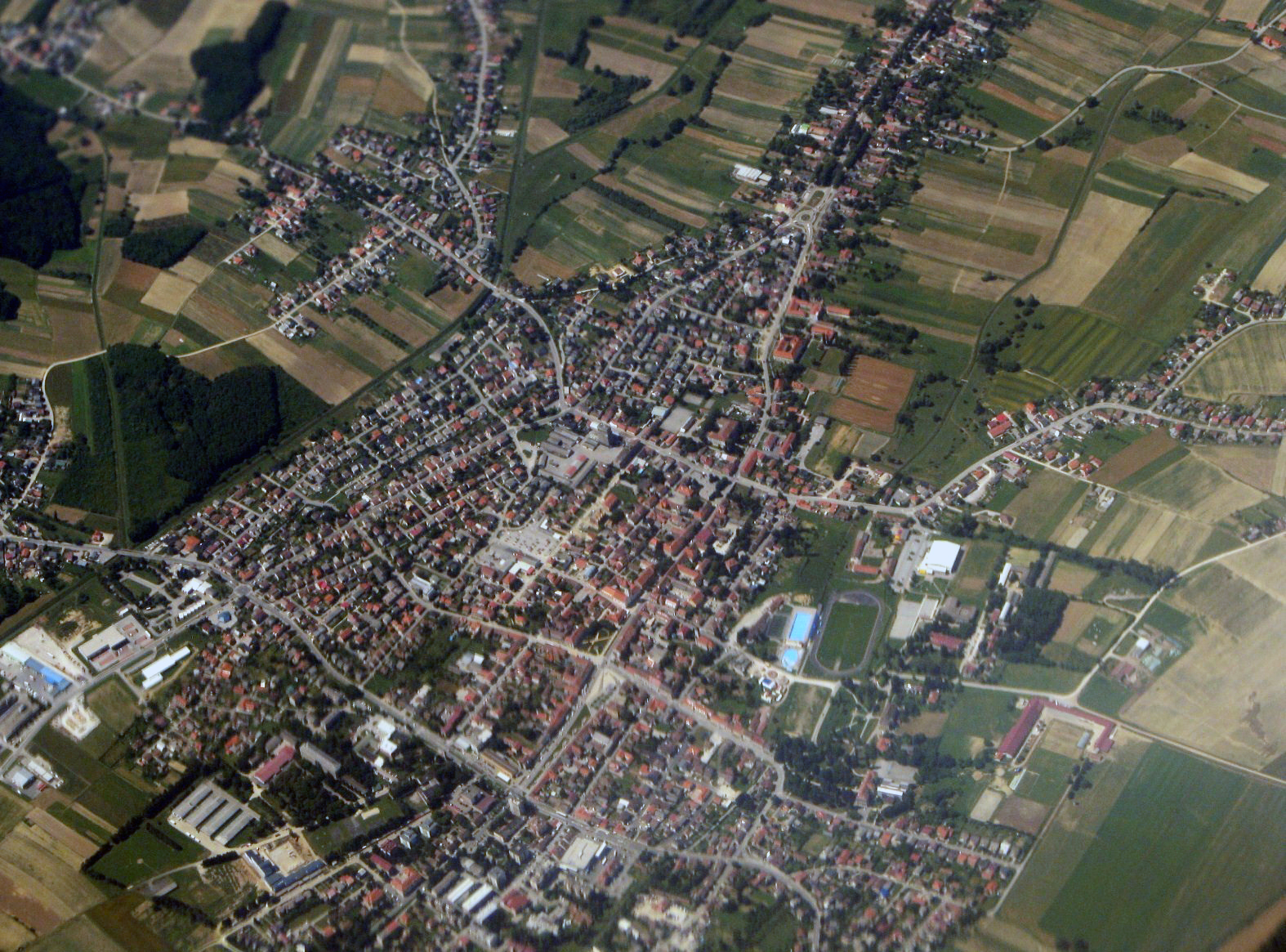
A város látképe

Kaproncától 30 km-re délnyugatra fekszik. A belvárost nyugatról a Koruška, keletről a Vrtlin-patak határolja. A patakok mocsaras völgye a múltban védelmet nyújtott az itt megtelepedő ember számára. A középkorban itt haladt át a Zágráb és a tengerpart felé vezető fontos hadiút. Kedvező fekvését alátámasztja az is, hogy viszonylag közel fekszik több nagyobb városhoz, így Zágrábhoz, Csázmához, Kaproncához és Belovárhoz is. 

## Története

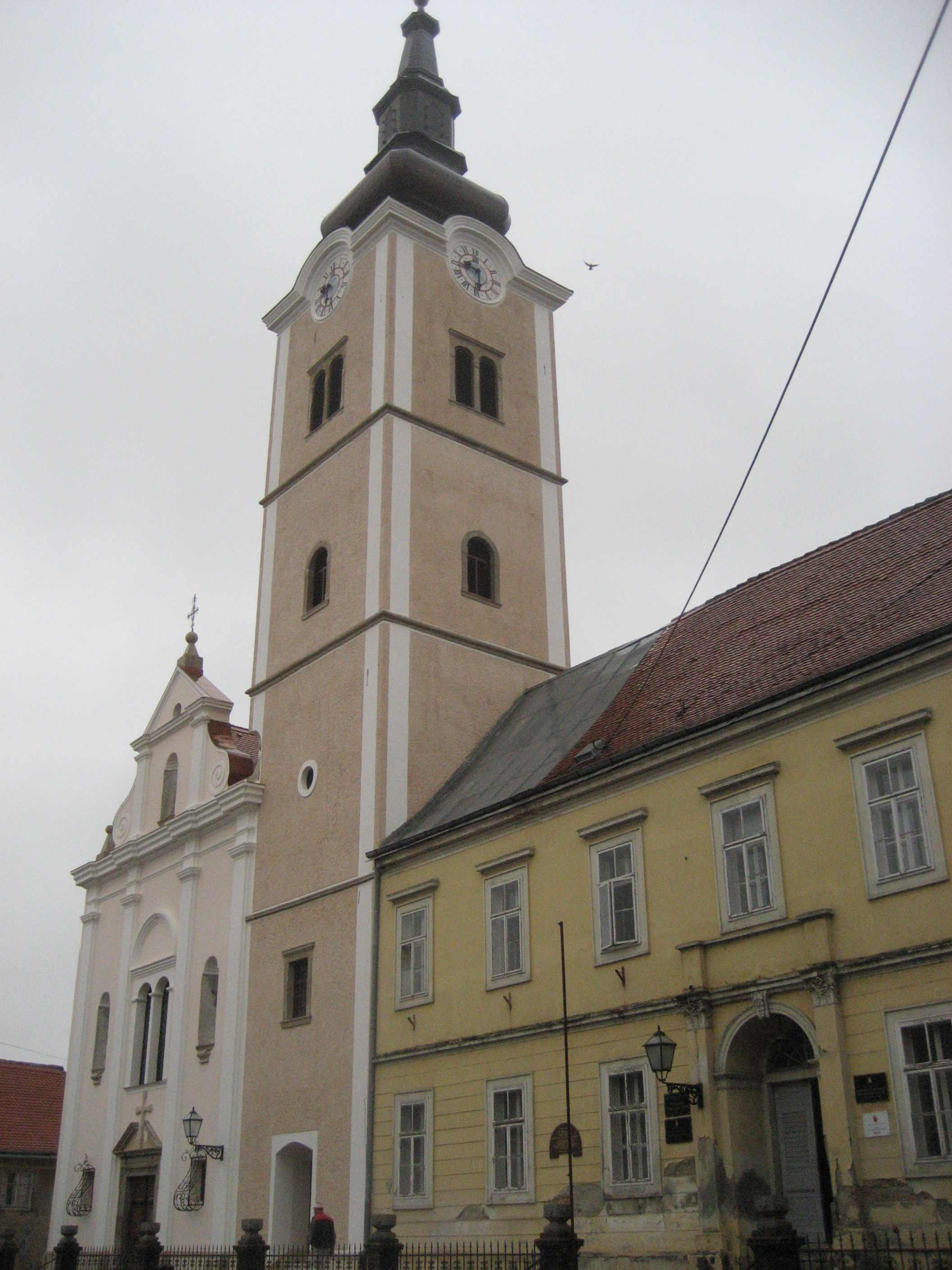
A Szent Anna templom

Az itt előkerült régészeti leletek alapján a város és környéke már évezredek óta lakott volt. A Koruška, a Trstenik, a Vrtlin és a Glogovnica-patakok völgye megélhetést, egyúttal védelmet nyújtott az itt lakóknak. A római korban itt vezetett át a Varasdfürdőről Sziszekre tartó fontos út. A hagyomány úgy tartja, hogy amikor a 6. században a még pogány horvátok ide érkeztek nagy szomjúságtól szenvedtek. Ezen a helyen egy kút feletti keresztet láttak, amelytől mind felfrissültek. Amikor felvették a keresztséget a látomás helyén a Szent Kereszt tiszteletére templomot építettek. A másik hagyomány szerint Kálmán király idejében a horvát és magyar nép képviselői találkoztak itt és hitet tettek a béke, valamint  a Szent István koronája alatti szövetség mellett.
A várost (a korábbi Felső-Köröst) 1193-ban III. Béla király oklevelében említik először, így Horvátország egyik legrégibb településének számít. Ebben az évben adományozza a király a Kemléki-hegységben fekvő  Kemenicét (Kamenicát), Domokos zágrábi püspöknek. Az okiratban szerepel egy bizonyos Izsán, a király körösi udvarispánja ("Ysanus curialis comes de Kris"). Tehát Körös már a 12. században várispánság székhelye volt. Várát 1223-ban említik először, ekkoriban lett az újonnan szervezett vármegye székhelye. A Szent Kereszt tiszteletére szentelt plébániatemploma 1232-ben már állt. A tatárjárás után a Gutkeled nembeli István bán telepítette újra és kiváltságokban részesítette, 1252-ben pedig IV. Béla szabad királyi várossá tette. A 14. századra az ország egyik legnagyobb városa lett, melynek lakossága több volt mint Zágrábé és Kaproncáé együttvéve. Ekkoriban több országgyűlést is tartottak itt. A következő évszázadokban két közeli, különálló város fejlődött itt ki,  Felső- és Alsókörös és ez a régi különállás még ma is él a városi polgárok emlékezetében. Ma is számontartják, hogy valaki felsővárosi, vagy alsóvárosi. A középkori városból mára sajnos csak kevés maradt meg. Ilyen a Szent Kereszt templom és az felsővárosi kolostor, amely az ágoston rendieké, majd a ferenceseké volt.
Itt a plébániatemplomban tartott országgyűlésen zajlott 1397. február 27-én az úgynevezett "véres szábor", ahol Zsigmond adott szava ellenére meggyilkoltatta Lackfi István horvát bánt és harminc hívét, akik korábban Zsigmond halálában bízva Nápolyi Lászlót hívták meg a magyar trónra. Alsó-Körös 1404-ben lett szabad királyi város. A király elrendelte haladéktalan megerősítését, melynek során tornyokkal erősített falakkal vették körbe. Erődítéssel látták el a felsőkörösi ferences kolostort is. A város a török időkben több ostromot állt ki. A török először 1532-ben a bécsi hadjáratról visszatérőben pusztította el a környékét. 1542-ben egy hatezer fős török had támadt a városra, de Zrínyi Miklós visszaverte őket. 1554-ben pestisjárvány pusztított, majd nem sokkal ez után, egy török csapat felperzselte a körösi ferences kolostort és valószínűleg a Felsővárost is. 1579-ben megalakították a körösi kapitányságot, majd a következő tíz évben a várost jelentősen megerősítették. 1597-ben egy nagy tűzvészben az egész város leégett, súlyosan megsérültek a védművek is. Az utolsó török ostromot 1606-ban verték vissza, ezután Köröst a török többé nem támadta.
Ezután bár többször pusztított járvány és tűzvész is a városba újra visszatért az élet. 1626-ban a volt ágoston rendi kolostort a ferencesek kapták meg és megérkeztek a pálosok is. A pálosok kolostora az egyik utolsóként alapított horvátországi pálos kolostor volt. A rend ideérkezésével új lendületet kapott a tudomány, az oktatás is. A kolostorban négyosztályos gimnázium nyílott. Körösi volt Nikola Benger a pálosok egyik legismertebb krónikása, aki 1730-ban szülővárosa iránti szeretetből az ország első turisztikai kalauzát írta meg Körösről. Ivan Ranger a pálosok híres festője is itt alkotta meg első jelentős művét Horvátországba érkezését követően. Fejlődött  az ipar és a kereskedelem, az utakat  felújították, vagy újakat építettek és megnövekedett a lakosság száma is. 1692-ben, újra országgyűlést tartottak Körösön. 

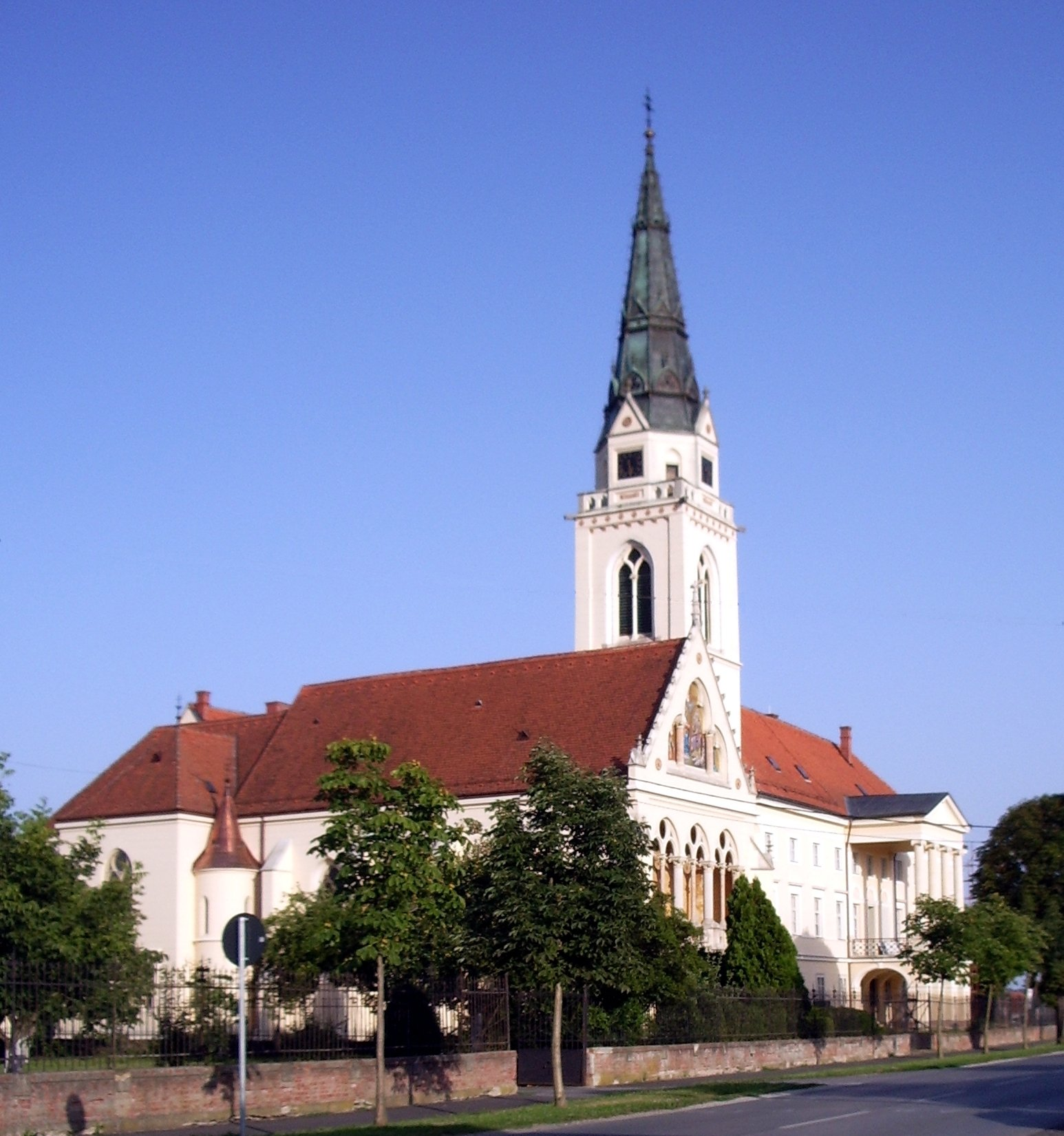
A görögkatolikus székesegyház

Több évszázados különállás után Alsó- és Felső-Köröst Mária Terézia egyesítette 1752-ben. A pálos és a ferences rend 1786-os feloszlatása főként a gimnázium hanyatlása miatt kedvezőtlen hatással volt a város fejlődésére. 1791-ben egy görögkatolikus püspökség települt a városba és vele együtt érkezett a bazilita női rend. Ők kapták meg használatra a ferencesek elhagyott kolostorát. A városban ekkoriban számos új 
templom is épült. A város pusztító tűzvészek és pestis elhárítására épült meg a Szent Rókus és Szent Flórián templom. Az Árpád-kor óta állt a Szent László templom, melyet később Körösi Márk vértanúnak szenteltek és felépült a legszebb körösi templom a Koruškai Miasszonyunk templom is. 1839-ben a Körösi határőrezred Belovárba telepítésével megszűnt a katonai közigazgatás a városban. A város védőfalait is a 19. században bontották le, jelentősen megváltoztatva ezzel a város képét. A városban  sörgyár, két nyomda,  gőzmalom, szállodák és fogadók működtek. 1860-ban Európának ezen a részén elsőként közgazdasági és erdészeti taniskola nyílott, mely nagyban hozzájárult a mezőgazdálkodás fejlődéséhez Észak- Horvátországban. 1870-ben a Budapest-Zágráb-Fiume vasútvonal kiépítésével Körösbe is megérkezett a vasút. A kereskedelmet a zsidóság betelepülése is fellendítette, akik 1895-ben felépítették zsinagógájukat. 1872-ben megalakult a takarékpénztár is.
A kulturális élet eseményei közül említésre méltó a nemzeti kaszinóból 1838-ban megalakult Illír Olvasókör, mely a Bach-korszakban szüneteltette működését és 1862-ben Nemzeti olvasókör néven alapították újra. A 19. század elején 1813-tól már működött itt egy magán zeneiskola, 1863-ban megalapították a Zvono énekkart, majd a gazdasági iskola hallgatóiból megalakult a Slavuj énekegyüttes. Húszfős színtársulat is működött a városban.
1910-ben  4897 lakosából 4271 horvát, 146 szerb, 107 német volt. A trianoni békeszerződésig Belovár-Kőrös vármegye része volt. A városnak 2001-ben 11 541, a hozzá tartozó településekkel együtt 22 324 lakosa volt. 

## Nevezetességei
- A városnak nyolc, többnyire középkori eredetű temploma van.
- A Szent Kereszt-társszékesegyház,[2] mely a Belovár-Kőrösi egyházmegye társszékesegyháza, a város legrégibb épülete 1232-ben már állt. Legkorábban épített része az oldalbejárat és a kisebb ablaknyílások, melyek arra engednek következtetni, hogy a korai templom jelentősen kisebb volt a mainál. A hajó és a sokszög záródású szentély kialakítása a 15. században történt gótikus stílusban. Az építés befejezése 1498-ra tehető. A templom ezután is több átalakításon és bővítésen esett át. A harangtorony a 16. században épült reneszánsz stílusban. A 18. században a templomot barokk stílusban építették át. A század végén egy évszázadra elveszítette plébániatemplom funkcióját, mivel 1788-ban a plébánia székhelyét a pálosok Szent Anna templomába helyezték át. 1883-ban visszakapta plébániatemplom rangját. 1913-ban Stjepan Podhorsky építész tervei szerint a régi építészeti elemek bemutatásával újították meg. 1756-ban Francesco Robbe által készített márvány oltára a horvát késő barokk szobrászat egyik gyöngyszeme. Ezenkívül meg kell említeni Oton Iveković 1914-ben festett nagyméretű faliképét mely a körösi véres országgyűlést ábrázolja. Nyolc méteres szélességével a művész egyik legnagyobb munkája. A kép a szentély előtti diadalív feletti falon látható.
- A Szent Anna templom[3] a pálosok templomaként  épült a 17. században. Az építés 1689-ben fejeződött be. Egyhajós barokk épület egyenes záródású szentéllyel. Harangtornya a templom és a kolostor épülete között helyezkedik el. Sekrestyéjében értékes késő barokk intarzia díszítés látható és fennmaradt a 17. századi a keresztelőmedence is. A eredeti főoltár helyett a 18. században újat építettek és 18. századi a főoltár feletti fából faragott feszület is. A 18. század közepén készült a Szent Erazmus és a húsz pálos vértanút ábrázoló festmény. A pálos kolostor alapítója Ivan Zakmardi protonotárius volt. Itt nyílott meg a város első gimnáziuma 1674-ben. 1786-ban II. József feloszlatta a pálos rendet. A  templom 1788-ban plébániatemplom lett, a kolostorban pedig a plébániahivatal és a városi magisztrátus működött. 2004-ben a templom felújítása során a munkások a harangtorony tetején álló kereszt alatti gömbben 1900-ból származó üzenetet találtak az utókor számára, melyet az akkori polgármester, a plébános és a városi vezetők is aláírtak. Az üzenet szerint a templom 1664-ben épült a keresztet pedig 1900-ban aranyozták.
- A Kőrösi egyházmegye Szentháromság tiszteletére szentelt görögkatolikus székesegyházát[4] és a püspöki palotáját a 16. századi egykori ferences kolostorból alakították át. Köröst még Mária Terézia tette 1777-ben görögkatolikus püspökség székhelyévé, de az épületegyüttes csak 1801-től szolgálja a keleti liturgiát. 1892 és 1897 között a neves építész Herman Bolle tervei szerint a barokk épületet a zágrábi székesegyház mintájára neogótikus stílusban építették át. Ikonosztáza és képei a kor híres horvát festőművészeinek alkotásai. A püspökség könyvtára a 15. századtól a 20. századig terjedő időszak mintegy ötezer kötetét őrzi. Legnagyobb része a 18. és 19. századból való.
- A Koruškai Boldogasszony és Kőrösi Szent Márk tiszteletére szentelt plébániatemploma[5] egyedülálló épület kereszt alakú elrendezésével és háromkaréjos szentélyével. Belső terének középén Jakob Altenbach varasdi szobrász Szenvedő Szűzanya szobra áll. A templomot 1725-ben építették egy 1702-ben épített kis kápolna helyén. Pompás freskóit 1726-ban festették, 1894-ben megújították. A templomot 1872-73-ban restaurálták. 1894-ben a régi főoltárt lebontották és helyére a tiroli Ferdinand Stuffeser alkotását állították. Az 1942-es felújításkor a főoltárt eltávolították és az 1738-ban készített Szent család oltárt állították a helyére, mely eredetileg a hajóban állott. A templomot utoljára 2006-ban renoválták.
- A Kőrösi Szent Márk templom[6] középkori eredetű, eredetileg Szent László tiszteletére volt szentelve. A Szent László templom még a 13. században épült. A 17. században barokk stílusban építették át, barokk belső díszítését 1731 és 1735 között készítették. Főoltára Zoran Homen körösi festőművész alkotása 1993-ból. Különösen szép a 18. századi szószék a négy evangélista szobrával és a Jó pásztor képével. Valószínűleg a Szent Anna templomból hozták át ide. A templom 1995 Körösi Márk atya szentté avatása óta viseli a horvát származású vértanú nevét.
- A városi temetőben álló Szent Rókus-kápolnát 1694-ben építették. Mai formáját a 18. század közepén és 19. század elején történt átépítések után nyerte el. Oltára, melyet Szent Rókus, Szent Fábián és Szent Sebestyén szobrai díszítenek a 18. század első felében készült.
- A Szent Flórián-kápolna[7] 1735-ben épült barokk stílusban fogadalomból és engesztelésül a várost ért tűzvészek miatt. 1751-ben bővítették, harangtornya a 18. század végén épült.
- A Szent Száva tiszteletére szentelt pravoszláv templomot[8] a vár egykori sarokbástyájának helyén 1900 és 1904 között építették. Kivitelezésével Vilim Higersbergert bízták meg, aki a 18. századi klasszicista templomok alapján építette meg. Egyhajós templom hosszú templomhajóval, sokszög záródású szentéllyel, cseh boltozattal. Belsejét geometriai formák és négy falikép díszíti. Ikonosztázát 1938-ban Miljenko Gjurić készítette bizánci stílusban.
- A Horvát ház épülete a város központjában, a Mažuranić téren található. Stjepan Podhorski építész tervei alapján épült a régi olvasóterem helyén, 1913-1917 között. A létesítmény célja a város különféle társadalmi és kulturális tevékenységeinek egy helyen való összegyűjtése volt, így otthona az énekkarnak, tűzoltóságnak és a Horvát Sokol egyesületnek. Emellett játszószoba, olvasóterem, színházterem, vendéglátóipari és lakóhelyiségeknek találhatók benne. Külső kialakítása hasonló a belső tér sokszínűségéhez. A különböző történelmi stílusok, a különböző tetőfedés és a különböző magasságok és térfogatok kombinálásával, a homlokzat nyitott és zárt felületeivel játszva az épület egésze egy dinamikus eklektikus összhatást kelt.[9]
- A városi zsinagóga Honigsberg és Deutsch építészek neoreneszánsz alkotása, 1950-óta az Ifjúság Háza működik benne.
- A városi múzeum gazdag régészeti, néprajzi és kultúrtörténeti gyűjteménnyel rendelkezik.
- Áll még a barokk megyeháza is.
- A főtéren Antun Nemcsics horvát író szobra áll.
- A városi temető a Sveta Helena felé vezető út mentén található. 1898-ban alakították ki a korábbi temető helyén, a Szent Rókus kápolna mögött. A temetőt méretükkel és kialakításukkal az úgynevezett „Zsidó árkádok” uralják, amelyek fontos emlékhelyek a helyi zsidó közösség számára.[10]
- Július első hétvégéjén minden évben hagyományos városi fesztivált rendeznek, melynek eredete állítólag a 14. századra nyúlik vissza.

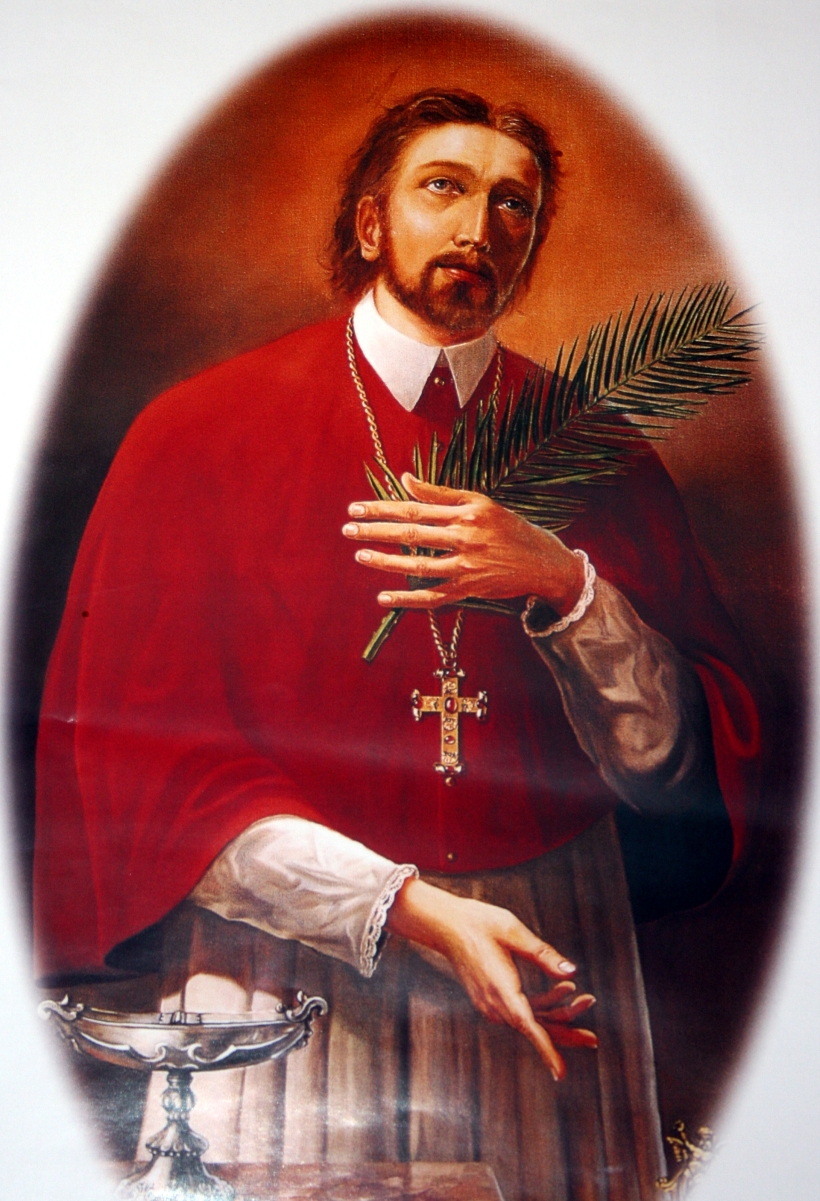
Kőrösi Szent Márk

## Híres emberek
Itt született Kőrösi Márk atya, a kassai vértanúk egyike, akit protestáns katonák 1619-ben Kassán két társával együtt brutálisan meggyilkoltak. A vértanúkat II. János Pál pápa szlovákiai látogatásakor szentté avatta. Emléknapjáról minden év szeptember 7-én emlékeznek meg Kőrösön.